# Курзино (Ярославская область)
Ку́рзино  — деревня Охотинского сельского поселения Мышкинского района Ярославской области.
Деревня расположена в южной части поселения, она стоит с восточной стороны федеральной автомобильной трассы Р104, на расстоянии около 1 км от правого берега Волги (Рыбинское водохранилище) и около 2,5 км к югу от реки Юхоть. К югу от Курзино на расстоянии менее 1 км на трассе находится деревня Порхачи. А на расстоянии около 500 м к юго-западу деревня Петровское .
На 1 января 2007 года в деревне числилось 6 постоянных жителей . Деревню обслуживает почтовое отделение, находящееся в селе Охотино .
Деревня названа в честь купца Курзина, некогда ее основавшего.